# Bouça (Covilhã)
Bouça é uma aldeia com 228 habitantes (2011) que integra a freguesia de Cortes do Meio, no Município da Covilhã, cidade da qual dista 16 km. 

## História
O topónimo de Bouça significa terreno inculto, onde nada além de mato sobrevive, situação que em nada condiz com tal significância. Esta terra é um verdadeiro cartaz turístico da Serra da Estrela. Prostrada aos pés da Varanda dos Pastores, esse respeitoso gigante granítico, Bouça oferece aos seus visitantes paisagens únicas e uma amostra de ar puro, como puras e cristalinas são as águas que escavam por entre os seus fragões. 
Pelo menos até aos finais do segundo quartel do século XIX, fez parte da freguesia de Santa Maria na Covilhã.
O principal aglomerado urbano nem sempre se localizou no lugar actual. Nos primórdios vivia-se na Bouça Velha, margem direita da ribeira, a meia encosta da montanha que desce da Varanda dos Pastores em direcção ao vale.

## Colectividades
- Grupo Desportivo e de Animação Cultural da Bouça
- Grupo de Bombos da Bouça